# Iglesia Evangélica Luterana El Buen Pastor (Santiago de Chile)
La Iglesia Evangélica Luterana El Buen Pastor es un templo de culto luterano ubicado en la comuna chilena de Las Condes, en Santiago. Es la sede de la Congregración La Reconciliación (Versöhnungsgemeinde en idioma alemán), una comunidad religiosa bilingüe perteneciente a la Iglesia Evangélica Luterana en Chile (IELCH), una de las dos confesiones del luteranismo en el país sudamericano. 
En términos idiomáticos, es una de las tres iglesias germanoparlantes de la ciudad: junto a la Iglesia Luterana El Redentor (ILCH) y la Iglesia de Sankt Michael, de culto católico.

## Historia
La historia de la Iglesia El Buen Pastor se encuentra directamente vinculada a la Comunidad La Reconciliación, fundada el 9 de julio de 1975 bajo la dirección de su primer pastor, el Rvdo. Axel Becker. El nombre de la organización religiosa no fue fortuito, puesto a que obedecía a un momento histórico donde existían divisiones al interior de la iglesia por asuntos políticos y sociolingüísticos: los luteranos germanoparlantes cercanos a la comunidad se encontraban a favor de incluir mayores actividades en español para así lograr una evangelización luterana más amplia, que llegara a sectores que no hablaban alemán, en una convivencia armoniosa y efectiva integración social entre ambos grupos. Entre los germanoparlantes, se encontraban emigrantes alemanes, alemanes étnicos nacidos en Chile pero que conservaban el idioma y otros chilenos que sin tener un origen étnico germánico, aprendieron la lengua por diferentes razones, como haber estudiado en un colegio de habla alemana (Auslandsschule) o haber vivido en un país germanoparlante. Por otra parte, los desacuerdos y diferencias en las posturas políticas de los luteranos, quienes por un lado apoyaban el gobierno de la Unidad Popular y a Salvador Allende, se confrontaban con los partidarios de la dictadura militar dirigida por Augusto Pinochet tras el golpe de Estado de 1973. Por estas razones, la comunidad fue fundada en la capital chilena como una señal de unidad y respeto entre los luteranos, dando el ejemplo como cristianos chilenos practicantes de que era posible llegar a consensos y acuerdos pese a las diferencias basados en la tolerancia y el respeto mutuo, demostrando una verdadera reconciliación y siguiendo a su vez los principios estipulados en el Libro de la Concordia.
En un comienzo, la comunidad de La Reconciliación fue recibida en el templo de la Iglesia Luterana La Trinidad de Ñuñoa, donde compartían los espacios y coexistían de manera pacífica ambas comunidades. No fue hasta 1999 cuando les fue cedido el templo de El Buen Pastor, ubicado en el sector entre las avenidas Cristóbal Colón y Cuarto Centenario, en la comuna de Las Condes, para que así pudieran contar con su propia iglesia. 
Para la celebración de los 500 años de la Reforma protestante en 2017, la iglesia celebró el Solemne Culto Conjunto entre la Iglesia Evangélica Luterana en Chile (IELCH) y la Iglesia Luterana en Chile (ILCH), las dos confesiones del luteranismo en el país. Dicho rito ecuménico contó con la presencia de la Presidenta de la República de entonces, Michelle Bachelet, junto al Arzobispo de Santiago, Ricardo Ezzati.

## Actividades

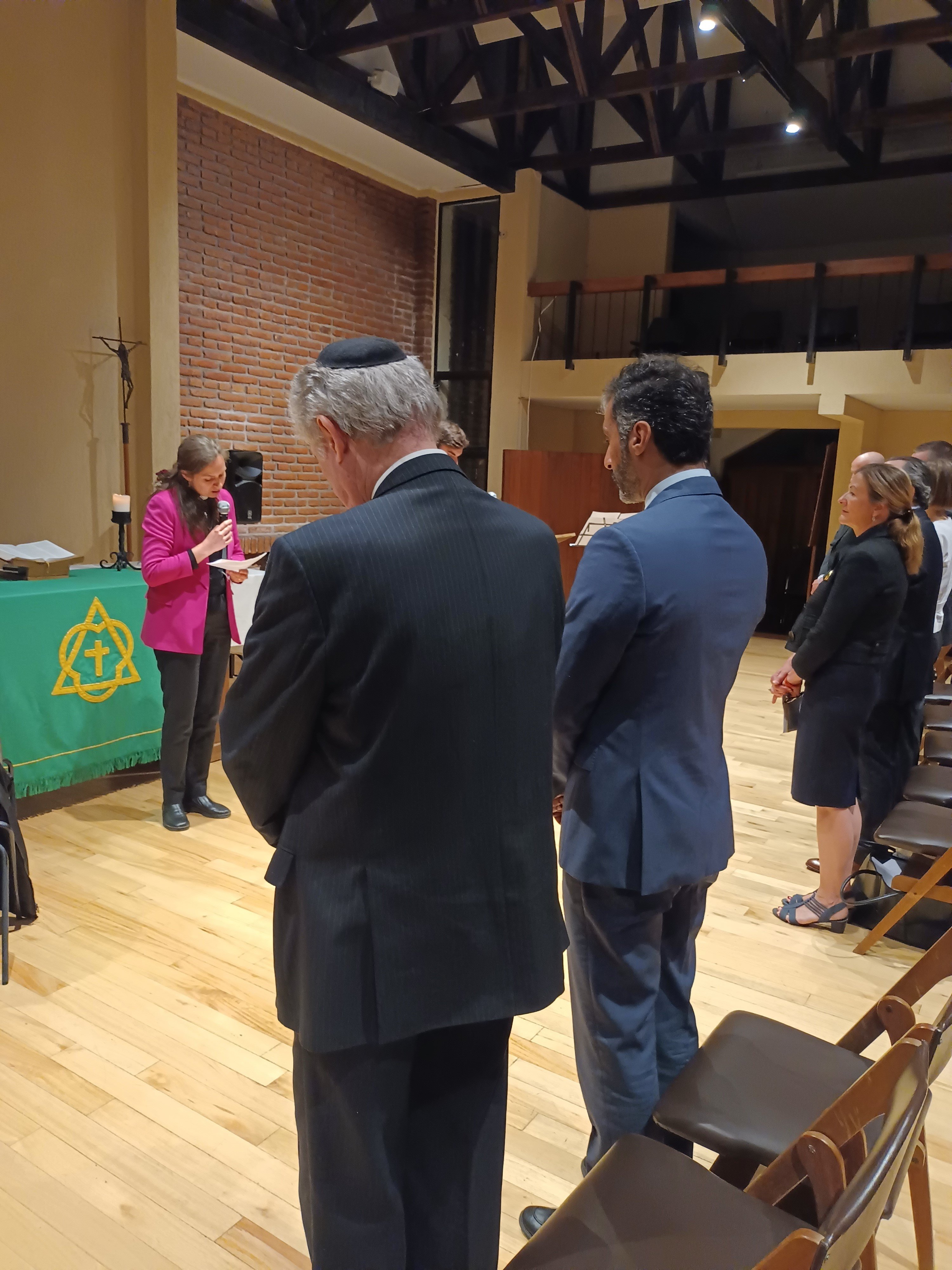
Oración de la Pastora Hanna Schramm junto a los embajadores de Israel, Emiratos Árabes Unidos y Alemania al interior de la iglesia en la conmemoración del pogrom de noviembre (2022)

Sumado a la celebración semanal de sus servicios divinos, tanto en español como en alemán, la comunidad ofrece cultos regulares infantiles, cursos sobre la Biblia y los principios del luteranismo, además de los cursos de confirmación en la fe luterana. Asimismo, en la iglesia se celebran bautizos, bodas, funerales y se realiza asesoría espiritual para quienes lo requieren por parte del equipo pastoral.
Como parte de su obra diacónica, la comunidad de La Reconciliación trabaja con el Colegio Belén de Villa O'Higgins, en la comuna de La Florida, con niños y jóvenes en riesgo social y situación de vulnerabilidad. Dicha obra fue iniciada por la Pastora Sabine Becker en 1974, primero en la población Nueva San Luis de Las Condes, para luego ampliar la labor educativa con vocación social en La Florida en 1977.
En noviembre de cada año y como parte de la cultura del recuerdo, la iglesia realiza de forma conjunta con la Iglesia Luterana El Redentor de Providencia y la comunidad judía de Santiago una conmemoración de la Noche de los cristales rotos, donde luteranos y judíos en compañía de diferentes autoridades diplomáticas de Alemania, Israel y otros países, homenajean a las víctimas del Holocausto y se rememora a los judeoalemanes que lograron escapar a Chile, para así también evitar la existencia de otros pogromos en el futuro.